# Tyukalinszk
Tyukalinszk (oroszul: Тюкалинск) város Oroszország ázsiai részén, az Omszki területen, a Tyukalinszki járás székhelye. 
Népessége: 11 275 fő (a 2010. évi népszámláláskor).

## Elhelyezkedése
Omszk területi székhelytől 134 km-re északnyugatra, az Isim és az Irtis közét kitöltő Isimi-síkság keleti részén helyezkedik el. A városon vezet át az R254-es főút (oroszul: ). A legközelebbi vasútállomás kb. 78 km-re délnyugatra, Nazivajevszk járási székhelyen van, a Tyumeny–Omszk vasútvonalon.

## Története
A város helyén 1759-ben postaállomás volt. A szibériai postaúton fekvő települést Tyukala néven ismerték. 1823-ban városi rangban a körzet székhelye lett. Ezt a rangját 1838-ban elvették, de 1878-ban újra visszaadták. Miután a 19. század végén a vasútvonal jóval délebbre épült meg, a 20. századra a város elvesztette kereskedelmi jelentőségét és fejlődése megtorpant.
A járás falvaiban és Tyukalinszkban is több mint százéves hagyománya van a tejtermelésnek és a sajtkészítésnek.  A város jelentős élelmiszeripari létesítménye az 1968-ban létesített, 2006 óta kft. formában működő tejfeldolgozó kombinát. Kiemelkedő termékei a különféle sajtok, melyekkel országos kiállításokon is több diplomát nyertek.